# نوریشیگه کانای
نوریشیگه کانای (به انگلیسی: Norishige Kanai) فضانورد اهل کشور ژاپن است که در ۱ دسامبر ۱۹۷۶ میلادی در توکیو زاده شد.